# Salvelinus killinensis
Salvelinus killinensis е вид лъчеперка от семейство Пъстървови (Salmonidae). Видът е световно застрашен, със статут Уязвим.

## Разпространение
Разпространен е във Великобритания.